# Edward Gervase Willan
Sir Edward Gervase Willan KCMG (* 17. Mai 1917 in Burley, Ringwood, Hampshire; † 12. Februar 2006) war ein britischer Diplomat.

## Leben
Von 1931 bis 1935 studierte Edward Gervase Willan zunächst in Radley und danach mit einem Stipendium am Pembroke College in Cambridge. 1939 trat er in die Dienste der britischen Kolonialverwaltung in Britisch-Indien ein und war vom 24. September 1940 bis zur Unabhängigkeit Indiens 1947 in den Zentralen Provinzen von Indien eingesetzt. Von 1947 bis 1949 war er bei der Hohen Kommission in Neu-Delhi. Danach war Willan bis 1952 Botschaftssekretär erster Klasse in Den Haag und anschließend bis 1958 in selber Funktion in Bukarest. Nach einer Zwischentätigkeit am Foreign Office war er von 1962 bis 1965 in der Verwaltung von Hongkong tätig.
Am 13. Juni 1964 wurde er als Companion in den Order of St. Michael and St. George aufgenommen. Von 1965 bis 1968 leitete er die Abteilung Technik des Foreign and Commonwealth Office. Danach war Willan bis 1970 Gesandter in Lagos, bis 1974 Botschafter in Rangun und bis 1977 Botschafter in Prag. 1977 wurde er in den Ruhestand versetzt.